# Achaearanea vervoorti
Achaearanea vervoorti är en spindelart som beskrevs av Pater Chrysanthus 1975. Achaearanea vervoorti ingår i släktet Achaearanea och familjen klotspindlar. Inga underarter finns listade i Catalogue of Life.